# Selección femenina de voleibol sub-20 de los Países Bajos
La selección femenina de voleibol sub-20 de los Países Bajos representa a los Países Bajos en el voleibol femenino y partidos amistosos bajo la edad de 20 años y se rige por la Asociación Neerlandesa de Voleibol que es una filial de la Federación Internacional de Voleibol (FIVB) y también parte de la Confederación Europea de Voleibol (CEV).

## Participaciones

### Campeonato Mundial de Voleibol Femenino Sub-20
| Año   | Pos.         |
| ----- | ------------ |
| 1977  | No clasificó |
| 1993  | No clasificó |
| 1995  | 5°           |
| 1997  | No clasificó |
| 2001  | No clasificó |
| 2003  | 4°           |
| 2005  | No clasificó |
| 2007  | No clasificó |
| 2009  | 6°           |
| 2011  | No clasificó |
| 2017  | No clasificó |
| Total | 3/19         |

### Campeonato Europeo de Voleibol Femenino Sub-20
| Año    | Pos.         |
| ------ | ------------ |
| 1966   | 9°           |
| 1969   | 8°           |
| 1971   | 8°           |
| 1973   | 6°           |
| 1975   | 10°          |
| 1977   | 9°           |
| 1979   | 8°           |
| 1982   | 6°           |
| 1984   | 6°           |
| 1986   | 9°           |
| 1988   | 11°          |
| 1990   | 11°          |
| 1992   | 11°          |
| 1994   | 4°           |
| 1996   | No clasificó |
| 1998   | 8°           |
| 2000   | No clasificó |
| 2002   | 4°           |
| 2004   | 8°           |
| 2006   | 10°          |
| 2008   | 11°          |
| 2010   | 9°           |
| 2012   | No clasificó |
| / 2014 | 10°          |
| / 2016 | No clasificó |
| 2018   | 7°           |
| Total  | 22/26        |

## Jugadoras

### Equipo actual
La siguiente es la lista neerlandesa en el Campeonato Europeo de Voleibol Femenino Sub-20 de 2016.
Técnico:  Julien Van De Vyver
| #  | Nombre                  | Año de nacimiento | Altura              | Peso             | Pico         | Bloqueo      |
| -- | ----------------------- | ----------------- | ------------------- | ---------------- | ------------ | ------------ |
| 1  | Haar Charlotte          | 1999              | 1,8 m (5' 1029/32") | 68 kg (149,9 lb) | 0 cm (0 plg) | 0 cm (0 plg) |
| 2  | Martherus Bo            | 1998              | 1,64 m (5' 43/5")   | 54 kg (119 lb)   | 0 cm (0 plg) | 0 cm (0 plg) |
| 3  | Ressink Florien         | 1998              | 1,74 m (5' 81/2")   | 59 kg (130,1 lb) | 0 cm (0 plg) | 0 cm (0 plg) |
| 4  | Van Aalen Sarah         | 2000              | 1,77 m (5' 9,70")   | 63 kg (138,9 lb) | 0 cm (0 plg) | 0 cm (0 plg) |
| 5  | Wolt Christie           | 1998              | 1,8 m (5' 1029/32") | 64 kg (141,1 lb) | 0 cm (0 plg) | 0 cm (0 plg) |
| 6  | Wessels Kirsten         | 1998              | 1,85 m (6'4/5")     | 70 kg (154,3 lb) | 0 cm (0 plg) | 0 cm (0 plg) |
| 7  | De Zwart Laura          | 1999              | 1,98 m (6' 6")      | 76 kg (167,6 lb) | 0 cm (0 plg) | 0 cm (0 plg) |
| 8  | Schreurs Britt          | 1998              | 1,83 m (6')         | 73 kg (160,9 lb) | 0 cm (0 plg) | 0 cm (0 plg) |
| 9  | Daalderop Nika          | 1998              | 1,88 m (6' 2")      | 68 kg (149,9 lb) | 0 cm (0 plg) | 0 cm (0 plg) |
| 10 | Timmerman Eline         | 1998              | 1,92 m (6' 33/5")   | 78 kg (172 lb)   | 0 cm (0 plg) | 0 cm (0 plg) |
| 11 | Koebrugge Carlijn Sanne | 1998              | 1,89 m (6' 22/5")   | 72 kg (158,7 lb) | 0 cm (0 plg) | 0 cm (0 plg) |
| 12 | Scholten Iris           | 1999              | 1,91 m (6' 31/5")   | 68 kg (149,9 lb) | 0 cm (0 plg) | 0 cm (0 plg) |
| 13 | De Vries Tess           | 2001              | 1,85 m (6'4/5")     | 67 kg (147,7 lb) | 0 cm (0 plg) | 0 cm (0 plg) |
| 14 | Boom Dagmar             | 2000              | 1,83 m (6')         | 69 kg (152,1 lb) | 0 cm (0 plg) | 0 cm (0 plg) |
| 15 | Kos Susanne             | 2000              | 1,68 m (5' 6,10")   | 55 kg (121,3 lb) | 0 cm (0 plg) | 0 cm (0 plg) |
| 16 | Akse Jasmijn            | 1999              | 1,87 m (6' 13/5")   | 65 kg (143,3 lb) | 0 cm (0 plg) | 0 cm (0 plg) |
| 17 | Geerdink Eline          | 2000              | 1,93 m (6' 4")      | 68 kg (149,9 lb) | 0 cm (0 plg) | 0 cm (0 plg) |
| 18 | Mulder Vera             | 2000              | 1,87 m (6' 13/5")   | 68 kg (149,9 lb) | 0 cm (0 plg) | 0 cm (0 plg) |
| 19 | Vellener Charlot        | 2001              | 1,77 m (5' 9,70")   | 59 kg (130,1 lb) | 0 cm (0 plg) | 0 cm (0 plg) |